# آرثر ريتشارد ديلون
آرثر ريتشارد ديلون (بالفرنسية: Arthur Richard Dillon)‏ هو كاهن كاثوليكي فرنسي، ولد في 14 سبتمبر 1721 في سن جرمن آن له في فرنسا، وتوفي في 5 يوليو 1806 في لندن في المملكة المتحدة.